# RE-MAIN
RE-MAIN (リメイン?) es una serie de anime original animada por MAPPA, dirigida por Kiyoshi Matsuda y escrita por Masafumi Nishida, quien también es el director en jefe. Los diseños de personajes originales son proporcionados por Aori Fujika, mientras que Shiho Tanaka adapta los diseños para la animación. La música está compuesta por Kana Utatane. La serie se estrenó el 4 de julio de 2021 en el bloque NUMAnimation de TV Asahi. Enhypen interpretará el tema de apertura de la serie "Forget Me Not", mientras que Shugo Nakamura interpretará el tema de cierre de la serie "Kowareta Sekai no Byōshin wa".

## Personajes

### Yamanami High School
Minato Kiyomizu (清水 みなと Kiyomizu Minato?)
 Seiyū: Yūto Uemura
Eitarō Oka (岡 栄太郎 Oka Eitarō?)
 Seiyū: Kōtarō Nishiyama
Jō Jōjima (城島 譲 Jōjima Jō?)
 Seiyū: Subaru Kimura
Chinu Kawakubo (川窪 ちぬ Kawakubo Chinu?)
 Seiyū: Lynn
Shūgo Amihama (網浜 秀吾 Amihama Shūgo?)
 Seiyū: Sōma Saitō
Takekazu Ejiri (江尻 武一 Ejiri Takekazu?)
 Seiyū: Makoto Furukawa
Yutaka Babayaro Inomata (猪俣ババヤロ豊 Inomata Babayaro Yutaka?)
 Seiyū: Tasuku Hatanaka
Yoshiharu Ushimado (牛窓 善晴 Ushimado Yoshiharu?)
 Seiyū: Daisuke Hirose

### Shogakukan High School
Keita Kakihana (垣花 慶太 Kakihana Keita?)
 Seiyū: Taku Yashiro
Riku Momosaki (百崎 陸 Momozaki Riku?)
 Seiyū: Yuma Uchida
Kōki Toguchi (渡久地 光輝 Toguchi Kōki?)
 Seiyū: Shun Miyazato
Akimitsu Bizen (備前 昭充 Bizen Akimitsu?)
 Seiyū: Hikaru Midorikawa

### Rikka Academy
Takeshi Toyama (富山 健 Toyama Takeshi?)
 Seiyū: Natsuki Hanae
Akihisa Fukui (福井 晃久 Fukui Akihisa?)
 Seiyū: Mahiro Takasugi
Norimichi Ishikawa (石川 則道 Ishikawa Norimichi?)
 Seiyū: Yoshitsugu Matsuoka